# 전정희 (정치인)
전정희(全正姬, 1960년 10월 24일 익산 ~ )은 대한민국의 정치인이다.

## 학력
- 남성초등학교 졸업
- 이리여자중학교 졸업
- 전주여자고등학교 졸업
- 이화여자대학교 정치외교학과 졸업
- 이화여자대학교 대학원 석사

## 경력
- 전북발전연구원 여성정책연구소장
- 전북여성정치발전센터 소장
- 전북대학교 겸임교수

## 의정 활동

### 19대
- 2012년 5월~2016년 5월 제19대 국민의당 국회의원(전북 익산을)

## 역대 선거 결과
| 실시년도 | 선거   | 대수 | 직책     | 선거구         | 정당       | 득표수   | 득표율          | 순위 | 당락 | 비고 |
| -------- | ------ | ---- | -------- | -------------- | ---------- | -------- | --------------- | ---- | ---- | ---- |
| 2012년   | 총선   | 19대 | 국회의원 | 전북 익산시 을 | 민주통합당 | 25,797표 | \| \| 39.52% \| | 1위  |      | 초선 |
|          | 39.52% |      |          |                |            |          |                 |      |      |      |

## 가족 관계
- 아버지 : 전경진 (1923년 ~ 2020년 3월 25일)
- 아들 : 강준우, 며느리 : 윤혜진
- 형제동생 : 전영태, 전대성, 전호성, 전유성, 전영태, 전현태